# Ce que je ne veux pas savoir
Ce que je ne veux pas savoir (titre original en anglais : Things I Don't Want to Know) est un roman autobiographique de l'écrivaine britannique Deborah Levy paru originellement le 1er mars 2013 aux éditions Notting Hill et en français le 20 août 2020 aux éditions du Sous-sol. Associé son autre roman Le Coût de la vie (2020), il reçoit le 2 novembre 2020 le prix Femina étranger,.

## Réception critique
Les deux volets autobiographiques de Deborah Levy sont particulièrement bien accueillis par Camille Laurens qui en fait une recension enthousiaste dans Le Monde soulignant le « style vif et le regard aigu » de l'écrivaine et la qualité de la traduction.

## Éditions
- (en) Things I Don't Want to Know, Notting Hill Editions, 2013  (ISBN 9781907903632), 109 p.
- Ce que je ne veux pas savoir, trad. Céline Leroy, éditions du Sous-sol, 2020  (ISBN 9782364684508)[5]